# Emmanuel De Tollenaere

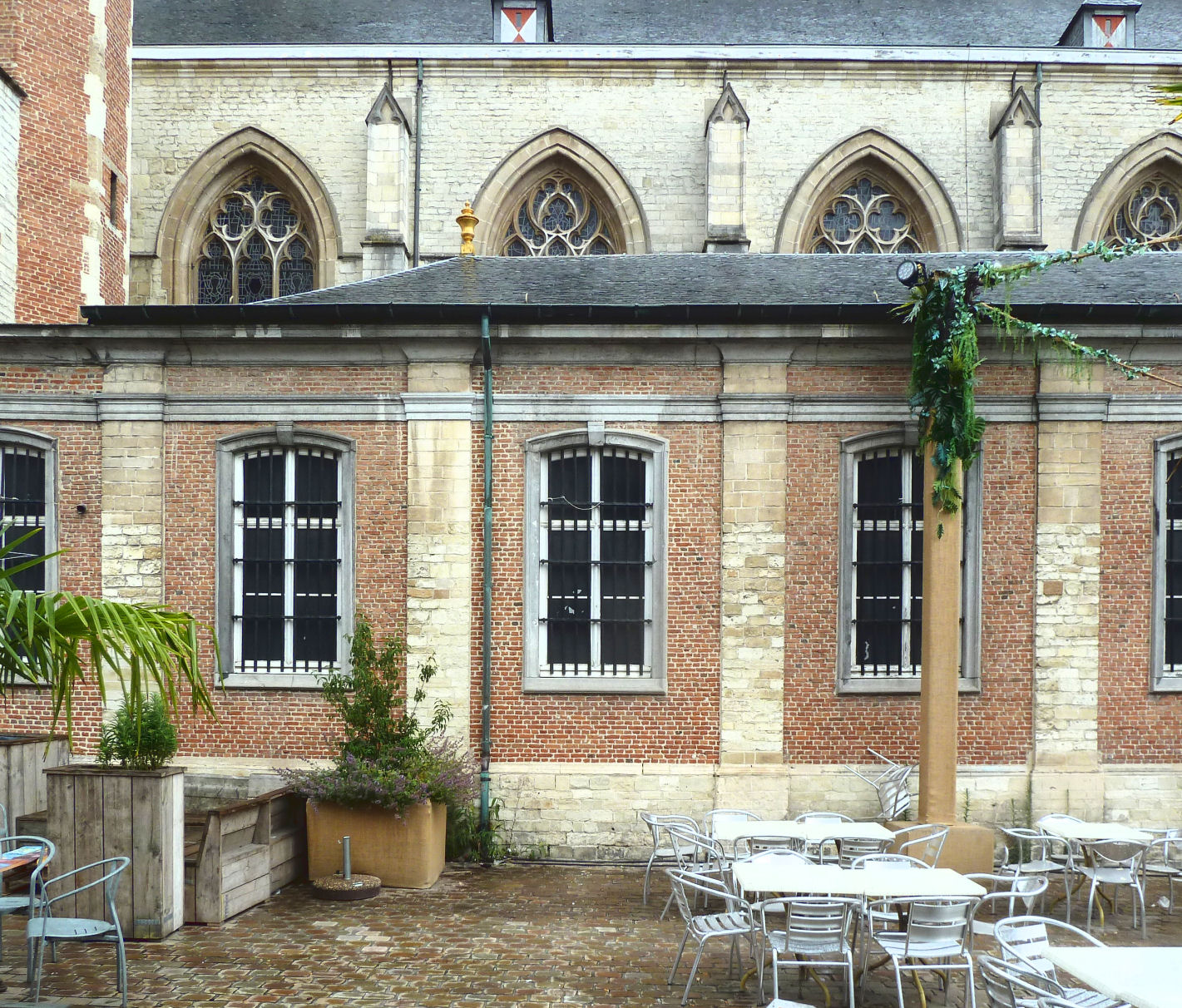
De sacristie van de Sint-Nicolaaskerk (1768) was een onderdeel van de laatste grote bouwcampagne van de oratorianen in Sint-Niklaas.

Emmanuel Franciscus de Tollenaere (Veurne, 28 oktober 1731 – Sint-Niklaas, 6 december 1807) was de laatste proost van de oratorianen in Sint-Niklaas. Hij was gedurende meer dan veertig jaar pastoor van Sint-Niklaas.
De Tollenaere is geboren als zoon van Joannes Baptista De Tollenaere en Constantia Bonifas. Zijn scholing krijgt hij bij de oratorianen te Veurne, en in 1751 legt hij zijn geloften af als oratoriaan. Vijf jaar later wordt hij aangesteld als regent van het Veurnse college in opvolging van Ghislenus van Loo.
Hij wordt door de bisschop, Mgr. Maximiliaan van der Noot, naar het convent van Sint-Niklaas gestuurd, om daar de parochie, die valt onder de dekenij van Waes, mee te ondersteunen. In 1763 volgt hij Joannes Baptist De Bruyne op als pastoor van Sint-Niklaas.
In 1786 worft onder zijn pastoraat de nieuwe sacristie voltooid, gebouwd in rococostijl. En een paar jaar later start onder zijn pastoraat de laatste grote bouwcampagne waarbij de hoofdkerk met twee nieuwe beuken wordt uitgebreid, waardoor de oratorianen definitief hun stempel drukken op de grootste kerk van het Land van Waas. In 1792 leefden 10.000 zielen in Sint-Niklaas.
Wanneer keizerin Maria Teresia sterft, komt de Vlaamse kerk in moeilijkheden. Ook in het Land van Waas worden de edicten van keizer Jozef II met tegenzin uitgevoerd. De Tollenaere kan niet anders dan de afschaffingen van de broederschappen en kloosters met lede ogen te aanschouwen. Zo worden de minderbroeders uit hun klooster in Sint-Niklaas verdreven. Als de Franse revolutionairen de oratorianen uit hun convent proberen te verdrijven, besluit hij de eed van haat (1797) af te leggen. Vermoedelijk deed hij dit om het rijke patrimonium van de parochie te kunnen vrijwaren van vernieling en confiscatie.
Tijdens de Franse bezetting duikt hij onder, en blijft de sacramenten verborgen toedienen dankzij de steun van Jan-Benedikt Hemelaer, de schoonvader van Antoon Verwilghen. De oratorianen keerden nooit meer terug, en hij overlijdt als laatste oratoriaan-pastoor van Sint-Niklaas.

## Voetnoten
1. ↑  http://www.kokw.be/figuren/activiteiten/voordracht%20ludo/Oratorianen%20Presentatie%20stijl%20KOKW%20Ludo.pdf
2. ↑  Pastoors tussen conservatisme en moderniteit. Een prosopografische studie naar de houding van de seculiere clerus van het Waasland tegenover de kerkhervormingspolitiek van de centrale overheid (1780-1830). Ophelia Ongena.
3. ↑  Nieuwen almanach, curieux en util voor 't jaer 1792